# Guillaume Jouvenel des Ursins
Guillaume Jouvenel des Ursins ou Juvénal des Ursins, né le 15 mars 1400 à Paris et mort le 23 juin 1472, est un chancelier de France. Baron de Traînel par acquisition de son père en sa faveur vers 1412, puis sire de Marigny acquis vers 1446/1447 (son frère cadet Michel, 1408-1471, étant, lui, seigneur de Marigny-le-Grand ?), Vicomte de Troyes et bailli de Sens, seigneur d'Autry et St-Brisson en 1471, et de Perroy et La Motte-Jo(u)sserand par acquisition en 1446 et 1466.

## Biographie

### Famille
Fils de Jean Jouvenel des Ursins et de Michelle de Vitry, il épousa Geneviève, la fille de Macé Héron, d'où postérité : Jean Jouvenel des Ursins, † 1492 sans enfant, baron de Traînel, conseiller au Parlement ; et sa sœur Jacquette, mariée à Jacques de Beaujeu d'Amplepuis et Lignières (d'où Philibert de Beaujeu, † 1542, x 1501 Catherine d'Amboise, † 1549), qui hérite des biens paternels. Traînel et La Motte-Jousserand sont cependant cédés en 1542 par Catherine d'Amboise, devenue veuve, au fils de Jean-Baptiste Jouvenel des Ursins, cousin germain de Jacquette en tant que fils de Michel Jouvenel des Ursins de Marigny : François Jouvenel des Ursins, † 1547 (Jean-Baptiste et François : deux seigneurs de La Chapelle-Gauthier, Doüe-en-Brie et Roissy : Roissy ou Roissy ?).

### Carrière politique

Armoiries de Guillaume Jouvenel des Ursins.

Il fit une brillante carrière politique. Il fut conseiller au parlement de Poitiers. Il s'occupa des finances concernant les guerres menées par Charles VII de France. De 1435 à 1440, il remplit les fonctions de bailli à Sens. Charles VII le nomme lieutenant du gouverneur du Dauphiné, fonction qu'il remplira de 1435 à 1440. Charles VII le nomme chancelier de France en 1445. Il fut chargé de l'instruction lors du procès de Jean II d'Alençon (Valois) en 1458. Il fut de nouveau chancelier de France sous Louis XI de France (1466).
Lors du sacre de Charles VII à Reims le 17 juillet 1429, Guillaume Jouvenel des Ursins fut adoubé.

### Le mécène

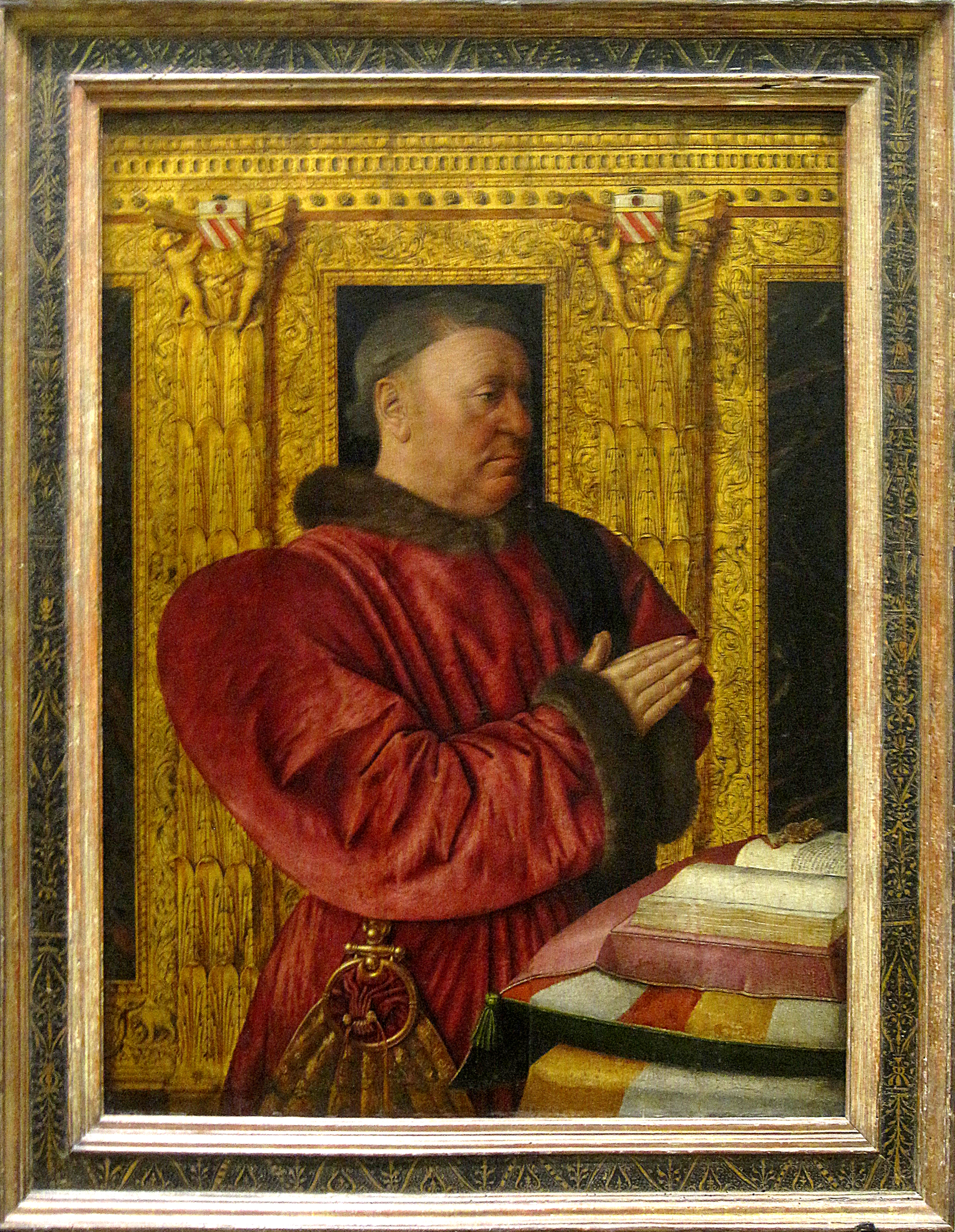
Portrait de Guillaume Jouvenel des Ursins d'après Jean Fouquet.

Guillaume Jouvenel des Ursins a commandé de nombreux manuscrits enluminés. Il est le commanditaire notamment d'un manuscrit du Mare historiarum de Giovanni Colonna (BNF, Lat.4915), décoré de 730 miniatures par les artistes d'un atelier dirigé par un artiste qui tire son nom de son mécène : le Maître de Jouvenel. 
Il fait réaliser son portrait par Jean Fouquet vers 1460-1465 sans doute au sein d'un ancien retable aujourd'hui disparu. Le portrait est actuellement conservé au musée du Louvre.